# Paul Diel
Pour les articles homonymes, voir Diel.
 (février 2024).
Paul Diel né le 11 juillet 1893 à Vienne et mort le 5 janvier 1972 à Paris, est un psychothérapeute français d'origine autrichienne.

## Biographie
Paul Diel est né le 11 juillet 1893 en Autriche, d'une mère allemande et de père inconnu. Orphelin à 13 ans, il passe huit ans dans un orphelinat religieux. Autodidacte, il obtient son baccalauréat avec le soutien d'un tuteur, et se cultive seul.
Il est acteur dans une troupe de théâtre itinérante et il souhaite devenir romancier. Mais son premier manuscrit est refusé par les éditeurs. Il se tourne alors définitivement vers la psychologie. Il étudie les travaux de Freud et d'Adler. En philosophie, il est influencé notamment par Kant et Spinoza. Il s'intéresse aux sciences, notamment à la physique, à la biologie et aux théories de l'évolution.
Après l'Anschluss, Diel se réfugie en France en 1938 où il est par la suite interné au camp de Gurs en tant que citoyen d'un pays en guerre avec la France. Au cours de son internement, il écrit à sa femme et correspond pour la dernière fois avec Einstein dont il sollicite l'aide pour trouver un éditeur. Après la Libération, il entre au CNRS comme psychothérapeute dans le Laboratoire de psychobiologie de l'enfant. Henri Wallon estime qu'il est « dans la lignée de Freud, d'Adler et de Jung » et souligne « le mérite de ce fouilleur profond de la conscience, qui ne se borne pas à l'intuitionnisme pur mais montre la progression qui peut mener de l'instinct à la raison. ».

### Activités de recherche
L'étude du fonctionnement psychique l'amène à travailler sur l'élucidation du sens caché des symboles dans les mythologies, les textes bibliques, les rêves et les symptômes psychopathiques. Gaston Bachelard, dans sa préface au Symbolisme dans la mythologie grecque (1954), témoigne de l'apport décisif de Diel à la compréhension du langage symbolique et en souligne les conséquences : « Quand on aura suivi Paul Diel dans ses traductions psychologiques minutieuses et profondes, on comprendra que le mythe couvre toute l'étendue du psychisme mise au jour par la psychologie moderne. C'est tout le problème de la destinée morale qui est engagé dans cette étude. » Il  propose une théorie expérimentale sur le fonctionnement psychique élaborée à partir d'une méthode d'auto-observation et en accord avec les découvertes de la biologie moderne. 
Ses travaux sont remarqués dès 1935 notamment par Einstein qui lui écrit : « Je tiens pour une maladie à la mode la tendance à camoufler l'introspection comme source principale du savoir psychologique ». En 1937, il ajoute : « J'admire la puissance et la conséquence de votre pensée. Votre œuvre, tendant à ramener l'ensemble de la vie de l'esprit humain, y compris les phénomènes pathologiques, à des phénomènes biologiques élémentaires, nous propose une nouvelle conception unifiante du sens de la vie et elle est à ce titre un remède à l'instabilité de notre époque sur le plan éthique. »
Paul Diel a donné, entre 1960 et 1970, une soixantaine de conférences dans lesquelles il expose en détail la théorie de la psychologie de la motivation et son application thérapeutique. D'autre part, Diel, durant la même période, a dispensé à ses élèves des cours de traduction des rêves dont un nombre important a également été enregistré. 
Paul Diel meurt le 5 janvier 1972 à Paris. Ses travaux sont poursuivis par l'Association de la psychologie de la motivation créée par Paul Diel en 1964 et par l'Association de psychanalyse introspective créée en 1994 par Jeanine Solotareff et Jacques de Saint-Georges.

## Publications
- Psychologie de la motivation. Théorie et application thérapeutique, Paris, PUF, 1947, collection dirigée par Maurice Pradines, préface H. Wallon.
- La Divinité, le symbole et sa signification, Paris, Payot, 1950, coll. "PBP",  (ISBN 2-228-89868-6).
- Le Symbolisme dans la mythologie grecque, Paris, Payot, 1952, coll. "PBP",  (ISBN 2-228-89606-3).
- La Peur et l'angoisse, Paris, Payot, 1956, préface H. Wallon, coll."PBP",  (ISBN 2-228-89869-4).
- Éducation et rééducation, Paris, Payot, 1961, coll. "PBP",  (ISBN 2-228-88227-5).
- Psychologie, psychanalyse et médecine, Paris, Payot, 1968, coll. "PBP",  (ISBN 2-228-14150-X).
- Culpabilité et lucidité, Paris, Payot, 1968, coll. "PBP",  (ISBN 2-228-90212-8).
- Le Symbolisme dans la Bible, Paris, Payot, 1975, coll. "PBP",  (ISBN 2-228-89605-5).
- Le Symbolisme dans l'Évangile de Jean, Paris, Payot, 1988, coll. "PBP",  (ISBN 2-228-89815-5).
- Le Besoin d'amour, (œuvre posthume), Paris, Payot, 2007, coll. "PBP",  (ISBN 2-228-90573-9).
- Science et foi, (œuvre posthume), Paris, Payot, 2010, coll. "PBP",  (ISBN 2-228-90533-X).
- Angoisse et joie, (œuvre posthume), Paris, Payot, 2011, coll. "PBP".
- Ce que nous disent les mythes (oeuvre posthume)? Paris, Payot, 2012.
- Penser sa vie, la démarche introspective, (œuvre posthume), Paris, Payot, 2013, coll. "Psychologie",  (ISBN 9782228910040).
- Journal d'une psychanalyse [1971], réimpression MA-ESKA, 2018, réédition du livre Journal d’un psychanalysé, Plon, 1964.